# Достык (Достыкский сельский округ)
Достык (каз. Достық, до 1995 г. — Ждановское) — село в Мактааральском районе Туркестанской области Казахстана. Входит в состав Достыкского сельского округа. Код КАТО — 514435300.
Расположено в 22 км к югу от районного центра — города Жетысай. Основано в 1954 году при организации хлопководческого совхоза «Абай».

## Население
В 1999 году население села составляло 2298 человек (1145 мужчин и 1153 женщины). По данным переписи 2009 года, в селе проживали 2594 человека (1297 мужчин и 1297 женщин).